# Platyproctus roseovittatus
Platyproctus roseovittatus är en insektsart som beskrevs av Dlabola 1960. Platyproctus roseovittatus ingår i släktet Platyproctus och familjen dvärgstritar. Inga underarter finns listade i Catalogue of Life.